# Чемпионат Казахстана по баскетболу среди женщин
Национальная лига — высший дивизион системы женских баскетбольных лиг Казахстана.

## Участники
В сезоне 2020/2021 гг. участвуют следующие команды:
- Иртыш (Павлодар)
- Казыгурт-МарС (Шымкент)
- Караганда
- Каспий (Актау)
- Окжетпес (Кокшетау)
- СДЮСШ (Капшагай)
- Тигры Астаны (Астана)
- Туран (Туркестан)

## Регламент
- 1 этап. Регулярный Чемпионат.

Команды играют 6 кругов мини турами. Каждая команда проводит по два мини тура у себя дома. На каждом мине-туре команды играют вкруг по одной игре между собой.
- 2 этап. Финал.

- - Полуфинал:

Команды «Национальной лиги» по итогам Регулярного Чемпионата распределяют места с первого по третье согласно набранным очкам и получают номера с первого по третье соответственно. Номер четыре получает команда, занявшая по итогам Высшей лиги первое место. Команды, играющие в финале, образуют следующие полуфинальные пары: 1-4 и 2-3. Игры полуфинала играются до 2-х побед.
- - Финал.

За первое место играют победители пар 1-4 и 2-3. Проигравшие в парах 1-4, 2-3 играют за 3-место. Игры финала проводятся до 2-х побед. Все игры ½ финала и финала играются в одном городе.
Право проведения игр финала получает команда, занявшая первое место по итогам Регулярного Чемпионата Национальная лига. 

## Чемпионы
| Сезон   | Чемпион      | Финалист          | Счёт в плей-офф |
| 2009/10 | Тигры Астаны | Окжетпес          | 3:0             |
| 2010/11 | Иртыш-ПНХЗ   | Тигры Астаны      | 3:2             |
| 2011/12 | Иртыш-ПНХЗ   | Тигры Астаны      | 3:2             |
| 2012/13 | Иртыш-ПНХЗ   | Тигры Астаны      | 3:0             |
| 2013/14 | Иртыш-ПНХЗ   | Тигры Астаны      | 3:1             |
| 2014/15 | Тигры Астаны | Окжетпес          | 2:0             |
| 2015/16 | Окжетпес     | Тигры Астаны      | 2:1             |
| 2016/17 | Тигры Астаны | Окжетпес          | 2:0             |
| 2017/18 | Тигры Астаны | Окжетпес          | 2:0             |
| 2018/19 | Тигры Астаны | Тигры Астаны-мол. | 2:0             |
| 2019/20 | Тигры Астаны | Иртыш             | -               |

## Чемпионы по клубам
| № | Команда      | Годы чемпионства                                         |
| - | ------------ | -------------------------------------------------------- |
| 1 | Тигры Астаны | 6 (2009/10, 2014/15, 2016/17, 2017/18, 2018/19, 2019/20) |
| 2 | Иртыш-ПНХЗ   | 4 (2010/11, 2011/12, 2012/13, 2013/14)                   |
| 3 | Окжетпес     | 1 (2015/16)                                              |